# Разрешающая способность (телевидение)

Таблица EIA Resolution Chart многие годы является мировым стандартом для определения разрешающей способности ТВ-тракта.

Разреша́ющая спосо́бность, Горизонта́льная чёткость в телевидении и видеозаписи — способность устройства передавать мелкие детали изображения. 
В аналоговом телевидении измеряется в горизонтальных телевизионных линиях (твл.).

## Цифровая и аналоговая чёткость
Разрешающая способность в телевизионных линиях обозначает количество элементов в строке телевизионного изображения, передаваемых тем или иным устройством телевизионного тракта. Отражает исключительно горизонтальное разрешение, зависящее от частотных характеристик канала передачи или устройства записи. Вертикальная разрешающая способность в аналоговом и цифровом телевидении заложена в стандарте разложения. В России принят европейский стандарт разложения 625/50, обеспечивающий 576 различимых элементов по вертикали, соответствующих количеству активных строк. В отличие от аналогового телевидения, сигнал которого непрерывен вдоль строки, в цифровом телевидении горизонтальная чёткость строго регламентирована и зависит от частоты дискретизации видеосигнала. Во всех системах цифрового телевидении стандартной чёткости вдоль активной части строки выполняются 720 отсчётов (пикселей), соответствующих частоте дискретизации 13,5 МГц. В системах HDTV горизонтальная чёткость соответствует 1920 пикселям при частоте дискретизации 74,25 МГц для чересстрочных систем 1080i.
По сравнению с мерой оптической разрешающей способности в линиях на единицу длины, телевизионная обычно имеет удвоенное значение, поскольку оптическое разрешение отражает количество штрихов, для отображения каждого из которых требуется как минимум два элемента изображения. В последнее время, с наступлением компьютерных технологий, как термин в телевидении практически не используется.

## Горизонтальная чёткость распространённых аналоговых видеоформатов
Примечание: указана чёткость в канале яркости. Некоторые значения указаны приблизительно, так как качество изображения может меняться на различных системах и различных носителях. Данные приведены для стандарта 625/25 и упорядочены по возрастанию.
- 240 твл: VHS, Video8
- 280 твл: Umatic, Betamax
- 300 твл: Super Betamax
- 330 твл: аналоговое телевидение (реальная чёткость сильно зависит от передатчика и приёмника)
- 400 твл: S-VHS
- 420 твл: Hi8
- 440 твл: LaserDisc
- 470 твл: Betacam SP (профессиональный)
- 500 твл: Enhanced Definition Betamax (профессиональный)